# Volo American Eagle 4184
Il volo American Eagle 4184 era un volo di linea che si schiantò il 31 ottobre 1994 a causa di ghiaccio formatosi sulle ali. Tutti i passeggeri e i membri dell'equipaggio morirono nell'incidente.

## Storia

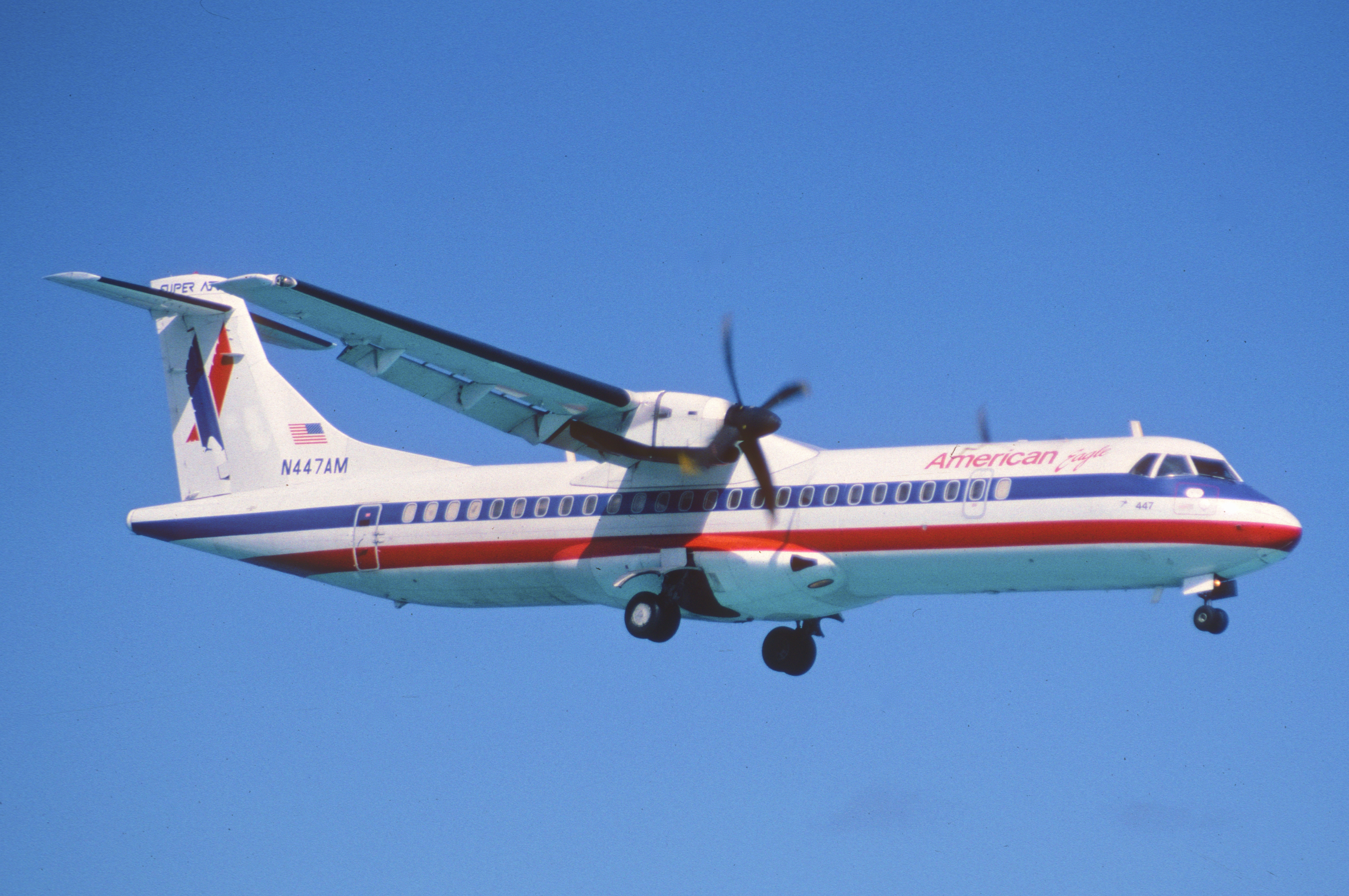
Un American Eagle ATR 72–212 simile all'aereo dell'incidente

Il velivolo era un ATR 72-212 operato dalla Simmons Airlines per conto di American Eagle Airlines, la compagnia aerea regionale appartenente ad AMR Corporation.
Il volo decollò da Indianapolis con destinazione Chicago, ma a causa del maltempo l'aeroporto O'Hare ebbe problemi di gestione del traffico, costringendo i Controllori di volo a far attendere l'ATR alla quota di 10.000 ft (3.000 m).
Durante l'attesa, l'aereo attraversò una zona di pioggia gelata, in seguito fu autorizzato a scendere alla quota di 8,000 ft (2.400 m) e messo nuovamente in attesa. Durante questa fase, nella cabina di pilotaggio si udì l'allarme di "velocità eccessiva con flap estesi". Dopo che i piloti intervennero ritraendo i flap, uno strano rumore fu captato dal Cockpit Voice Recorder, seguito da un brusco rollio che fece disinserire il pilota automatico. I dati di volo hanno in seguito dimostrato che l'ATR compì un avvitamento pieno prima che l'equipaggio riuscisse a riprendere il controllo del velivolo nonostante la rapida discesa; tuttavia, poco dopo si verificò un altro avvitamento. Meno di trenta secondi più tardi, la torre di controllo perse il contatto con l'aereo, che si schiantò in un campo di soia nei pressi Roselawn, in Indiana, uccidendo tutti i 64 passeggeri e i 4 membri dell'equipaggio a bordo.
Il fatto che l'aereo si sia "disintegrato" nell'impatto con il suolo indicava una velocità finale molto alta, infatti, grazie ai dati recuperati dalla scatola nera, si scoprì che subito prima dello schianto viaggiava alla velocità di 375 nodi (695 km/h).
Il volo 4184 è stato il primo incidente mortale che ha coinvolto un ATR 72, ed è tuttora il secondo incidente con il più alto numero di vittime di un ATR 72 in tutto il mondo dopo l'incidente del volo Yeti Airlines 691.
I parenti delle vittime hanno ottenuto un risarcimento record di 110 milioni di dollari.

### Il meteo
I rapporti del National Weather Service  hanno rivelato soffitti nuvolosi bassi e visibilità inferiore a tre miglia nell'area. La temperatura dell'aria era di circa 7 °C (45 °F) sul luogo dell'incidente, ma di -18 °C (0 °F) a 5.500 m (18.000 piedi), con precipitazioni nell'aria.
Le condizioni meteorologiche fornite dall'aeroporto di Lowell, situato a circa 12 miglia nautiche (14 mi; 22 km) a nord-ovest del luogo dell'incidente, indicavano nubi sparse a 1.400 piedi (430 m) e un cielo coperto a 3.000 piedi (910 m) con raffiche di vento da sud-ovest a 20 nodi (23 mph; 37 km/h) e leggera pioggerellina. Tuttavia, il rapporto di osservazione è stato effettuato circa 30 minuti dopo l'incidente.

## Probabili cause
Il rapporto finale del National Transportation Safety Board (NTSB) ha incolpato l'ATR (l'azienda produttrice dell'aeromobile), la Direction Générale de l'Aviation Civile (DGAC) e la Federal Aviation Administration (FAA) di aver contribuito all'incidente, essendo venute meno al loro dovere di garantire la massima sicurezza ai passeggeri. Più precisamente, al paragrafo 3.2 si legge:
Il National Transportation Safety Board stabilisce che la probabile causa di questo incidente è stata la perdita di controllo dell'aereo, attribuibile all'improvvisa ed inaspettata inversione del movimento di un alettone dovuta alla formazione di una lastra di ghiaccio, nonostante il sistema di de-icing fosse in funzione perché: 1) ATR ha omesso di comunicare agli operatori, di inserire nel manuale di volo del velivolo ATR 72, di inserire nel manuale di bordo, di inserire nei programmi di formazione adeguate informazioni riguardo agli effetti che il fenomeno chiamato "pioggia ghiacciata" ha sulla stabilità e sul controllo del velivolo, sul pilota automatico e sulle relative procedure operative che si hanno quando un ATR 72 viene sottoposto a tale condizione; 2) la Direction Générale de l'Aviation Civile (DGAC) ha effettuato una supervisione inadeguata sugli ATR 42 e 72 e si è rivelata incapace di prendere le necessarie misure correttive per garantire il mantenimento dell'aeronavigabilità in situazioni di volo con formazione ghiaccio;  3) la DGAC non ha fornito alla FAA tempestive informazioni in merito all'aeronavigabilità sviluppate da simili incidenti che hanno visto coinvolto ATR, come specificato con la Convenzione Bilaterale sull'Aeronavigabilità nell'allegato 8 ICAO.
Hanno contribuito all'incidente: 1) il mancato controllo della FAA delle certificazioni di volo in condizioni di probabile formazione di ghiaccio e dei requisiti operativi per il volo in condizioni di probabile formazione di ghiaccio, unita alla mancata pubblicazione di direttive in merito ai pericoli che possono intercorrere volando in pioggia ghiacciata o in altre perturbazioni con probabile formazione di ghiaccio non specificate nel CFR 14, parte 25, appendice C; 2) il controllo inadeguato di FAA sugli ATR 42 e 72 per garantire il mantenimento dell'aeronavigabilità in tali condizioni.

## Risposta e indagine della BEA
L'Ufficio francese di inchiesta e analisi per la sicurezza dell'aviazione civile (BEA) ha svolto un'indagine separata e ha concordato con la causa dell'incidente secondo l'NTSB, ovvero la deflessione degli alettoni che ha portato alla perdita di controllo. Tuttavia, la BEA ha affermato nella sua risposta al rapporto dell'NTSB che la deflessione degli alettoni è stata causata da un errore del pilota anziché dal ghiaccio, citando diverse conversazioni fuori tema fatte dall'equipaggio durante la fase di attesa nonché l'estensione dei flap da parte dell'equipaggio di volo a 15 gradi ad alta velocità, il che può creare grandi carichi assiali. La BEA ha inoltre affermato che il controllore del traffico aereo non stava monitorando adeguatamente il volo. Tuttavia, l'NTSB ha confutato le argomentazioni della BEA nel suo rapporto finale e in un articolo di risposta dettagliato separato. Inoltre, non c'erano prove concrete a sostegno delle affermazioni della BEA. L'NTSB ha dichiarato che la conversazione dell'equipaggio è avvenuta in un momento non critico del volo e che i piloti erano consapevoli della presenza di ghiaccio sulle ali. Pertanto, l'NTSB ha concluso che la conversazione non pertinente non ha contribuito all'incidente.

## Conseguenze
In seguito a questo incidente, per evitare ulteriori problemi di formazione di ghiaccio in volo, AMR Corporation ha trasferito gli ATR American Eagle dagli hub del nord del paese a quelli nel sud (Dallas/Fort Worth e Miami) e nei caraibi San Juan di Porto Rico. Anche altre compagnie hanno agito in questo modo, in particolare SkyWest Airlines e Delta Connection (con la sussidiaria Atlantic Southeast Airlines).
Nell'aprile del 1996 la FAA ha emanato 18 direttive di aeronavigabilità (ADS) in un apparente tentativo di prevenire ulteriori incidenti con i velivoli ATR; in esse sono state incluse revisioni significative delle procedure di volo in condizioni di possibile formazione di ghiaccio (velocità minima più elevate, divieto di uso del pilota automatico, nuove procedure per il recupero del volo livellato) e modifiche all'area di copertura del de-icing sulle ali.

## Il volo American Eagle 4184 nei media
L'incidente del volo 4184 della American Eagle è stato analizzato nella puntata La tragedia di Halloween della settima stagione del documentario Indagini ad alta quota trasmesso dal National Geographic Channel.